# Syrphoctonus eximius
Syrphoctonus eximius är en stekelart som först beskrevs av Heinrich Habermehl 1922.
Syrphoctonus eximius ingår i släktet Syrphoctonus och familjen brokparasitsteklar. Inga underarter finns listade i Catalogue of Life.